# Frederick Lorz

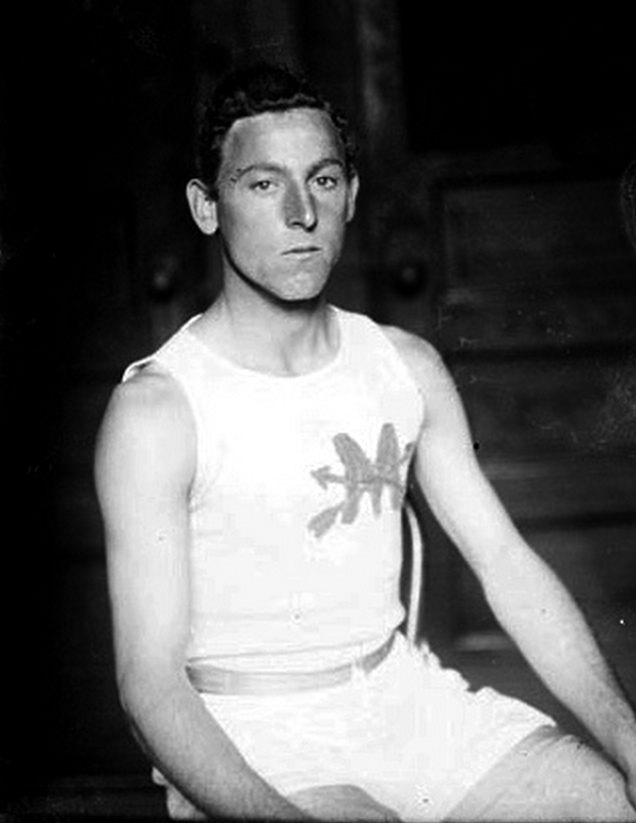
Frederick Lorz 1904

Frederick Lorz (auch: Fred Lorz; * 5. Juni 1884 in New York City; † 4. Februar 1914) war ein US-amerikanischer Langstreckenläufer, der durch einen bizarren Vorfall bei den Olympischen Sommerspielen 1904 in St. Louis bekannt wurde.
Beim Marathonlauf dieser Spiele lief er als erster ins Ziel ein und ließ sich feiern, bis ein Zuschauer ihn beschuldigte, betrogen zu haben. Daraufhin gab Lorz bereitwillig zu, die Hälfte der Strecke in einem Begleitfahrzeug zurückgelegt zu haben (in einigen Berichten heißt es, er habe von sich aus den Schwindel offengelegt). Seine Beteuerungen, er habe sich bloß einen Witz erlauben wollen, nutzten ihm nichts: Er wurde auf Lebenszeit von den Olympischen Spielen ausgeschlossen, und der Zweitplatzierte Thomas Hicks wurde zum Sieger erklärt.
Der amerikanische Verband war nachsichtiger und ließ die Sperre im darauffolgenden Jahr auslaufen. Lorz bewies daraufhin mit seinem Sieg beim Boston-Marathon 1905 und mit einer Zeit von 2:38:25 h, dass er auch auf ehrliche Weise gewinnen konnte.
1910 heiratete Lorz Dorothy Reilly, mit der er vier Kinder hatte. 1914 starb er mit 29 Jahren an einer Lungenentzündung.